# Espectômetro Magnético Alpha
Espectômetro Magnético Alpha (em inglês: Alpha Magnetic Spectrometer) ou  AMS-02, é um módulo de física de partículas idealizado e criado no CERN  e montado na Estação Espacial Internacional. Foi desenvolvido para pesquisar diversos tipos de matérias incomuns, através de medição por raios cósmicos. Suas experiências irão ajudar os pesquisadores a estudar a formação do universo, e procurar pela evidência de matéria escura assim como investigar a antimatéria. O principal pesquisador do programa é o físico Samuel Ting, Prêmio Nobel de Física de 1976.
Após os últimos testes feitos nas instalações da Agência Espacial Europeia nos Países Baixos, o módulo foi transportado para o cabo Kennedy, na Flórida, onde foi lançado ao espaço, em 16 de maio de 2011, no ônibus espacial Endeavour, como parte da missão STS-134 da NASA.

## Original
Considerado o mais sofisticado instrumento de deteção de partículas já enviado ao espaço, de qualidade igual ou superior a detetores extremamente grandes e pesados usados como aceleradores de partículas na Terra, ele custou quatro vezes mais que qualquer detetor semelhante existente, cerca de 2000 milhões de dólares. Desde sua idealização e início da construção, em 1995, ele veio sendo desenvolvido e refinado com o tempo. Os cientistas acreditam que ele seria capaz de detectar e comprovar a existência da misteriosa matéria negra existente no universo. Seu tempo de atividade útil no espaço é previsto entre 10 e 18 anos.

## Longa viagem até ao POCC
Exatamente quatro minutos depois de ter sido colocado em órbita em 16 de maio de 2011 pela Endeavour, começou a recolher dados.
Atendendo a que é um satélite, os dados são primeiro arquivados e só quando o satélite se encontra na janela de transmissão é que começaram a longa viagem que da estação os envia par um satélite estacionário, daí partem para  a Base aeronáutica Edward na   Califórnia de onde são enviados para o Centro Espacial Marshall (CEM), em Alabama de onde são finalmente enviados para o Payload Operations and Control Centre (POCC) no CERN.

## Comemoração
Em 23 de julho de 2012 dois dos astronautas, que em 11 de maio de 2011 tinham posto em órbita o Espectômetro Magnético Alpha (AMS) a partir da nave espacial Endeavour, de visita ao CERN, onde se encontra o centro de controlo da experiência, subiram a um refúgio de montanha nos Alpes chamado Refúgio des Cosmiques, onde depuseram uma placa comemorativa  dos 100 anos dos estudo dos raios cósmicos 

## Galeria de imagens

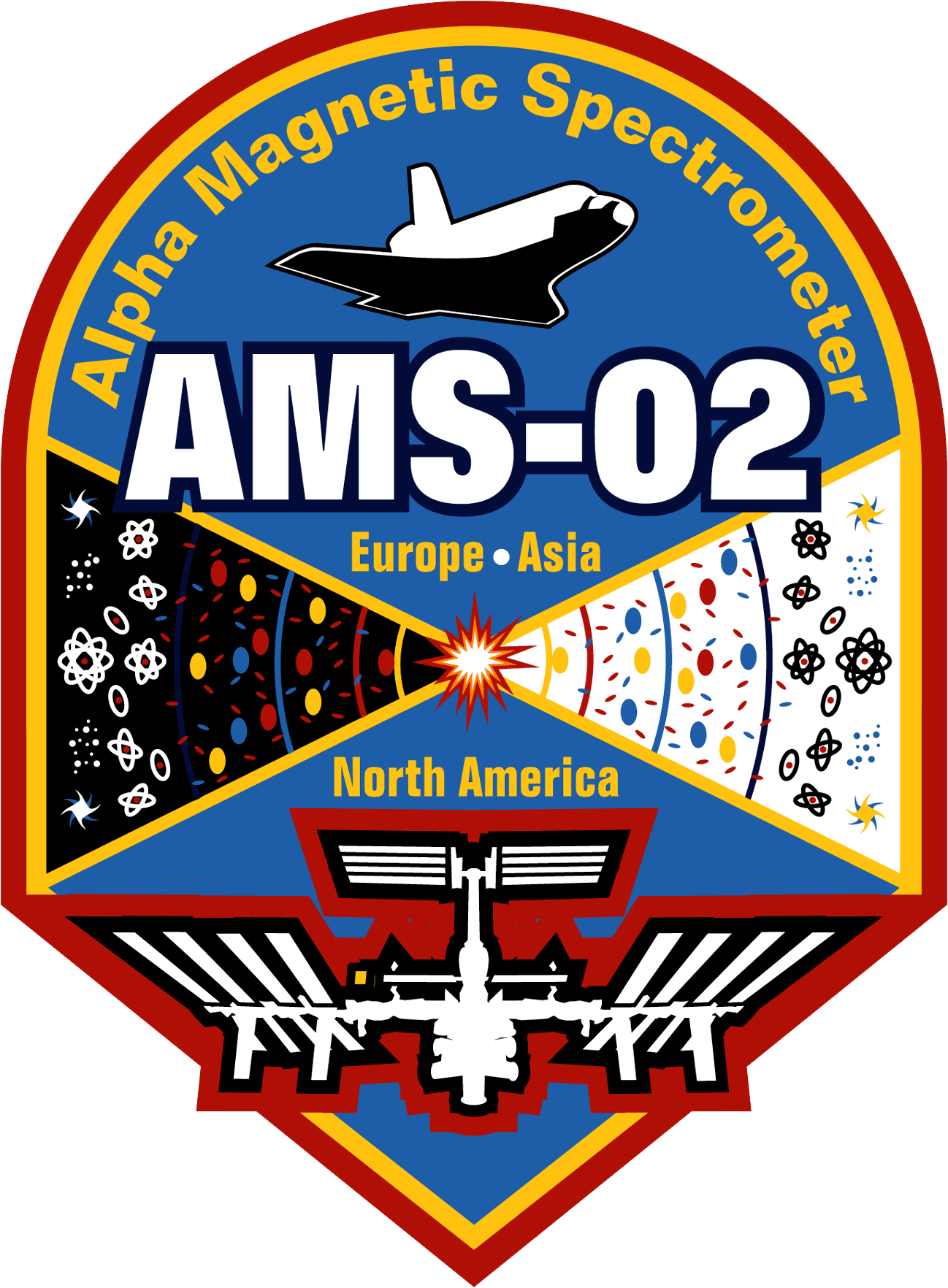
1- Logo
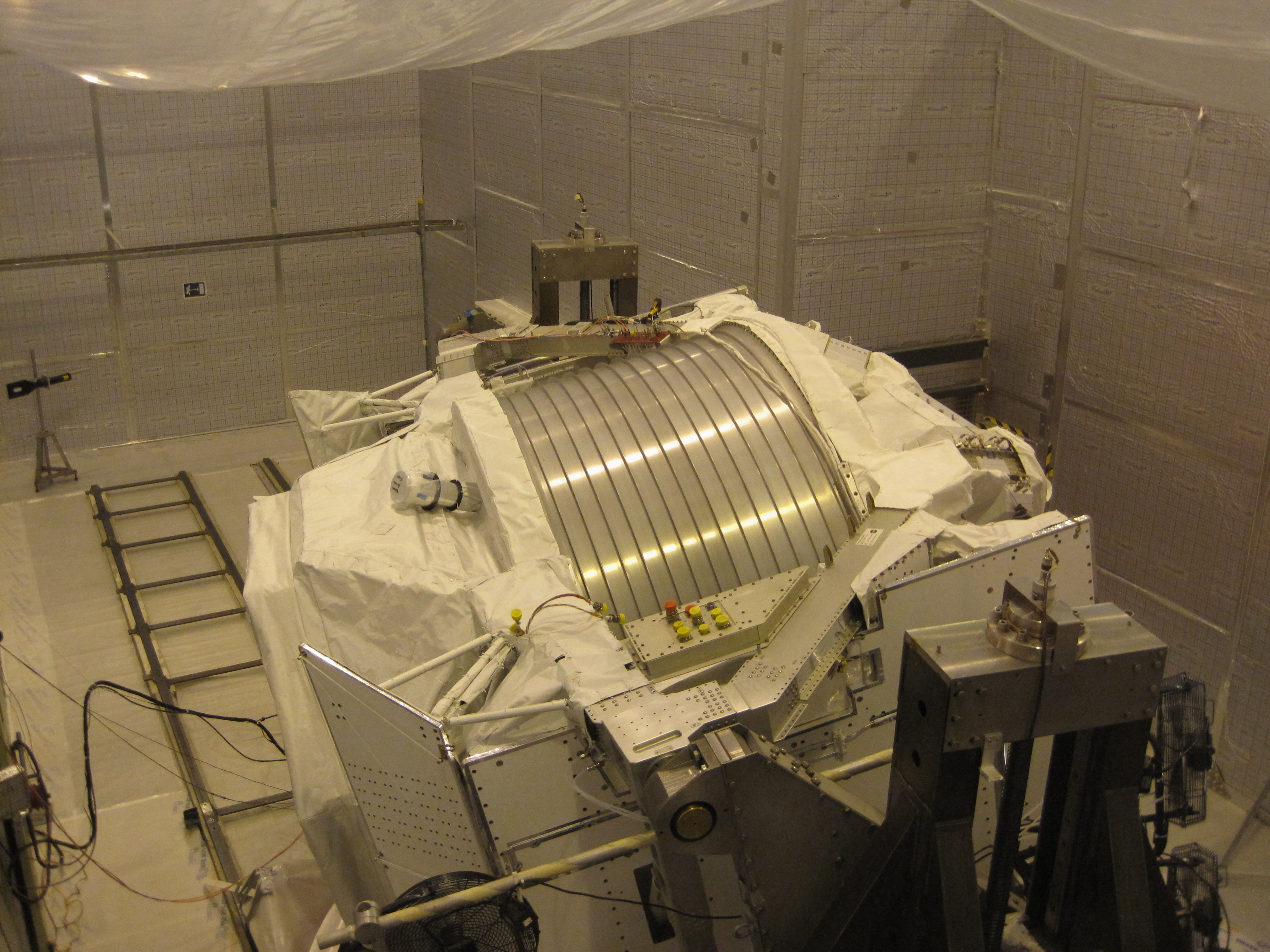
2- alinhamento
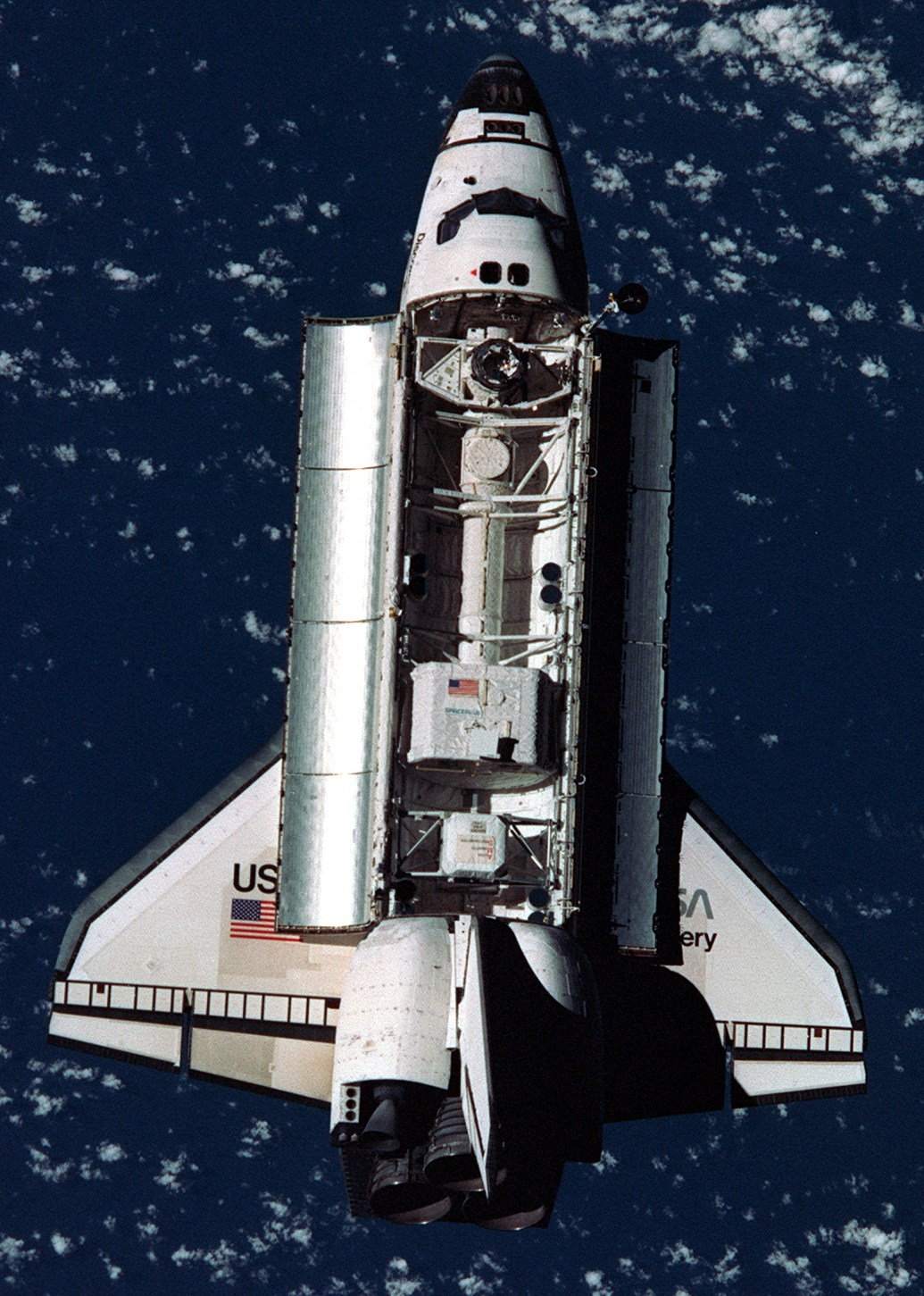
3- a bordo
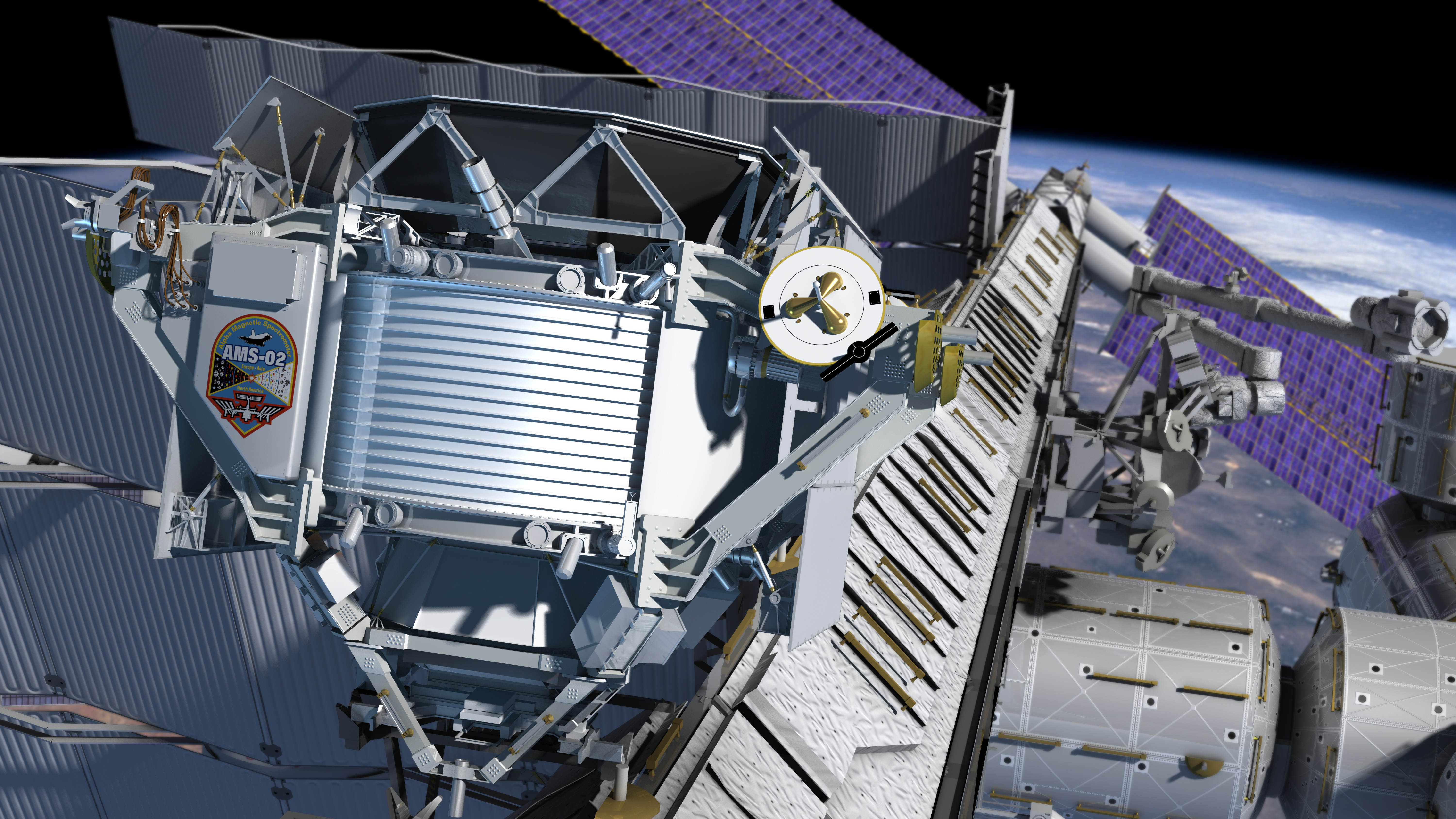
4- imagem gráfica
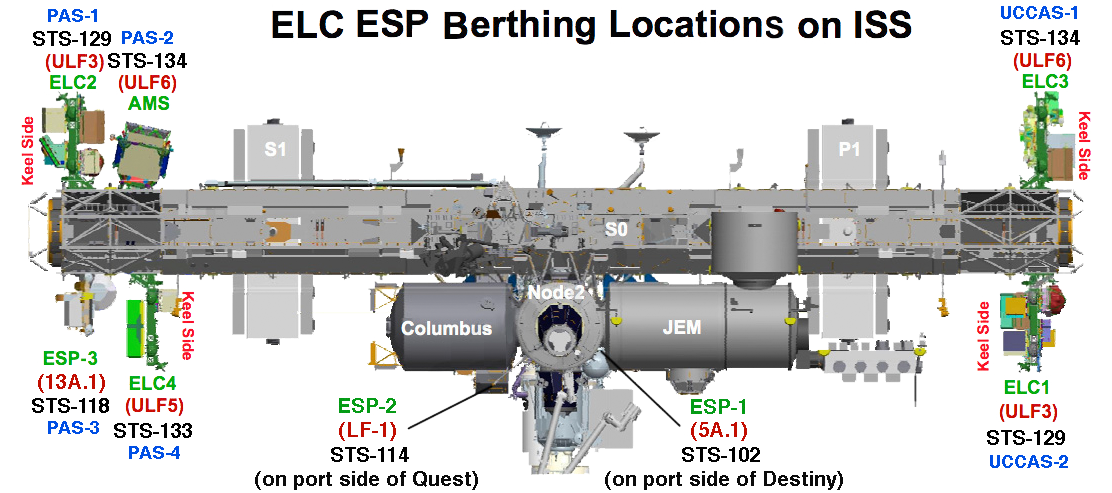
5- esquema
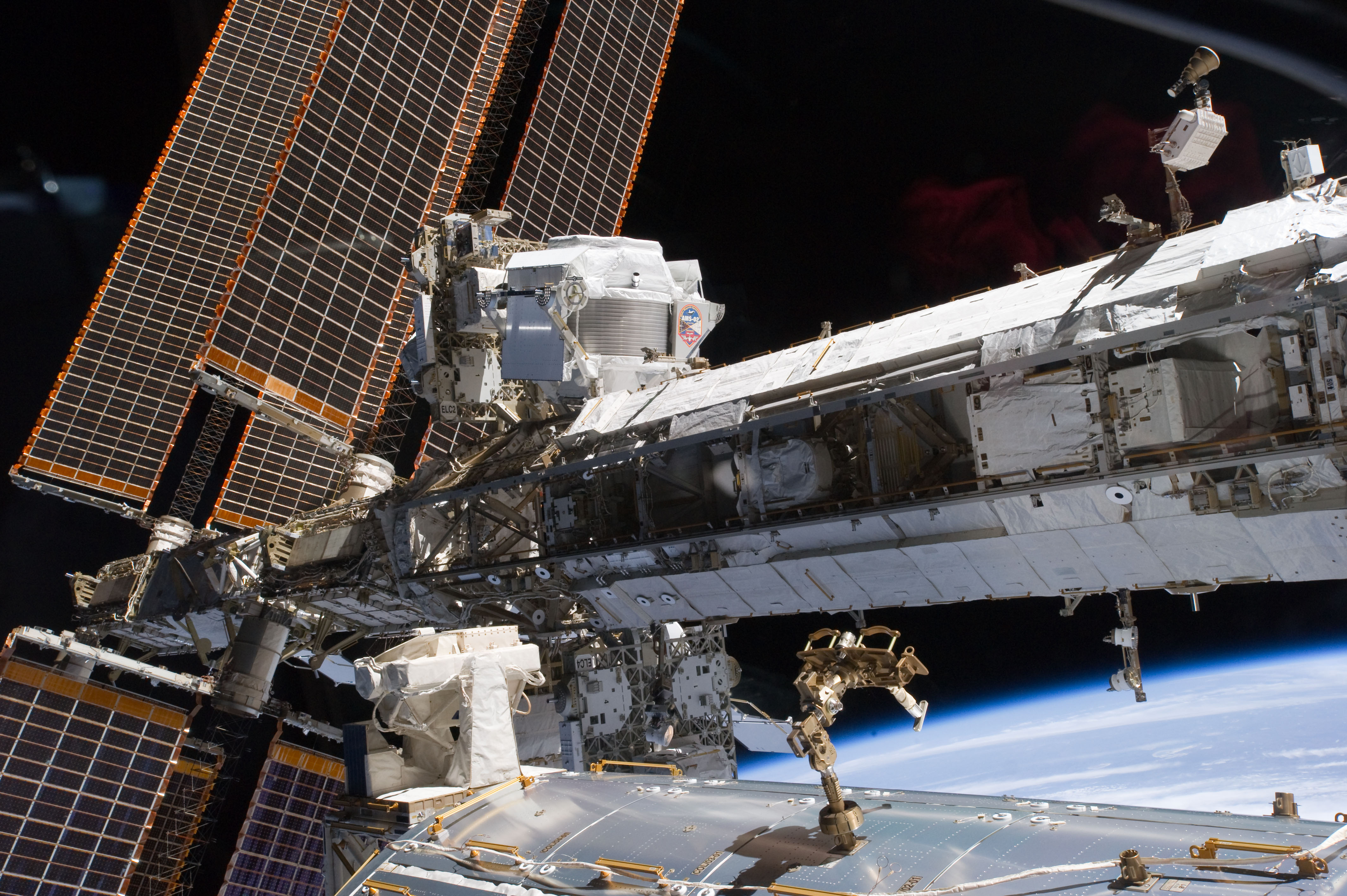
6- instalada

## Legendas
- AMS é a sigla inglesa para Alpha Magnetic Spectrometer, EMA em português
- ISS é a sigla inglesa  para Estação Espacial Internacional - EEI

A numeração corresponde aos números da galeria
1. Logo da missão
2. Testes finais de alinhamento no CERN dias antes de partir para o Cabo Canaveral
3. A borda, e na parte detrás, do ónibus espacial Endeavour antes de arrimar na EEI
4. Imagem computadorizada mostrando o EMA uma vez arrimada à ISS
5. Esquema mostrando a localização (à esquerda) na EEI
6. AMS uma vez instalada na EEI